# سانتا روسا ده کابال
سانتا روسا ده کابال (به اسپانیایی: Santa Rosa de Cabal) یک سکونتگاه مسکونی در کلمبیا است.

## خصوصیات
سانتا روسا ده کابال ۴۸۶ کیلومترمربع مساحت و ۶۰٬۰۱۸ نفر جمعیت دارد و ۱٬۷۰۱ متر بالاتر از سطح دریا واقع شده‌است.